# خاندان اسفندیاری (نور)

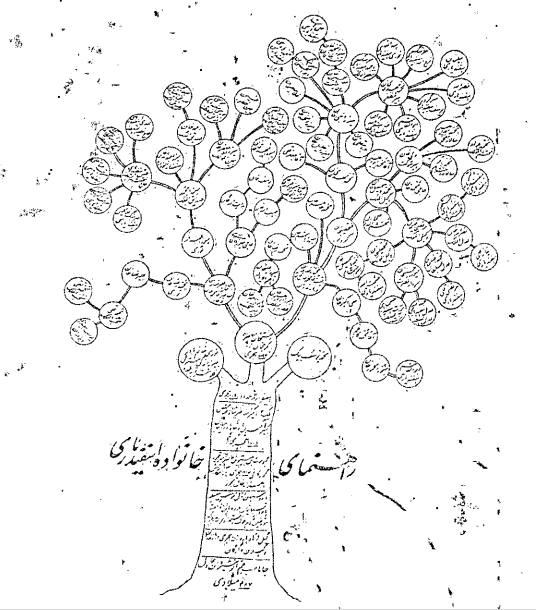
تبارنامه خاندان اسفندیاری

خاندان اسفندیاری نور از خاندان‌های معروف ایران در دوره قاجار و پهلوی است که به شاهان پادوسبانی نسب می‌رساند و در روستای یوش از منطقه نور واقع در مازندران ریشه دارد. علی اسفندیاری (نیما یوشیج) و محتشم السلطنه از مشهورترین اعضای این خاندان هستند. در عصر قاجار و پهلوی و وزرا، نمایندگان مجلس و چهره‌های سیاسی و علمی و هنرمندان متعددی از میان افراد این خانواده برخاستند.

## پیشینه
اسدالله نوری اسفندیاری که تاریخچه خانواده اسفندیاری را به نگارش درآورده و خود از این خاندان بوده‌است، نسب خاندان اسفندیاری را به پادوسبانیان می‌رساند که از قدیمی‌ترین سلسله‌های پادشاهی مازندران هستند که نزدیک به هزارسال بر رویان حکمرانی داشتند. در تاریخ شروین آمده‌است که از این سلسله در عهد طهماسب اول سه نفر که پسرعموی هم بودند، در سه نقطه از منطقه رویان حکمرانی می‌کردند. ملک عبدالعزیز در نور، ملک محمد در کجور و ملک بهمن در لاریجان. به نوشته نوری اسفندیاری، ملک عزیز صاحب پسری بود به نام
کیا جمال‌الدین و از کیا جمال‌الدین نیز چهار پسر برجای ماند به نام‌های کیا اسفندیار، کیا داوود، کیا جمشید و کیا کریم. کیا داوود در یوش درگذشت و در همان‌جا در بنایی که آرامگاه کیا داوود نامیده می‌شود دفن شد. کیا جمشید جد اعلای «خاندان معرفت» است و کیا اسفندیار جد اعلای اسفندیاری‌ها. از اعقاب کیا اسفندیار اطلاعات چندانی در دست نیست، تا رستم خان، پشت پنجم او که شاخه‌های مختلف خانواده اسفندیاری از او منشعب می‌شود. از رستم خان دو پسر شناخته است، به نام‌های محمدرضا خان نوری و حاجی علیرضا خان نوری.

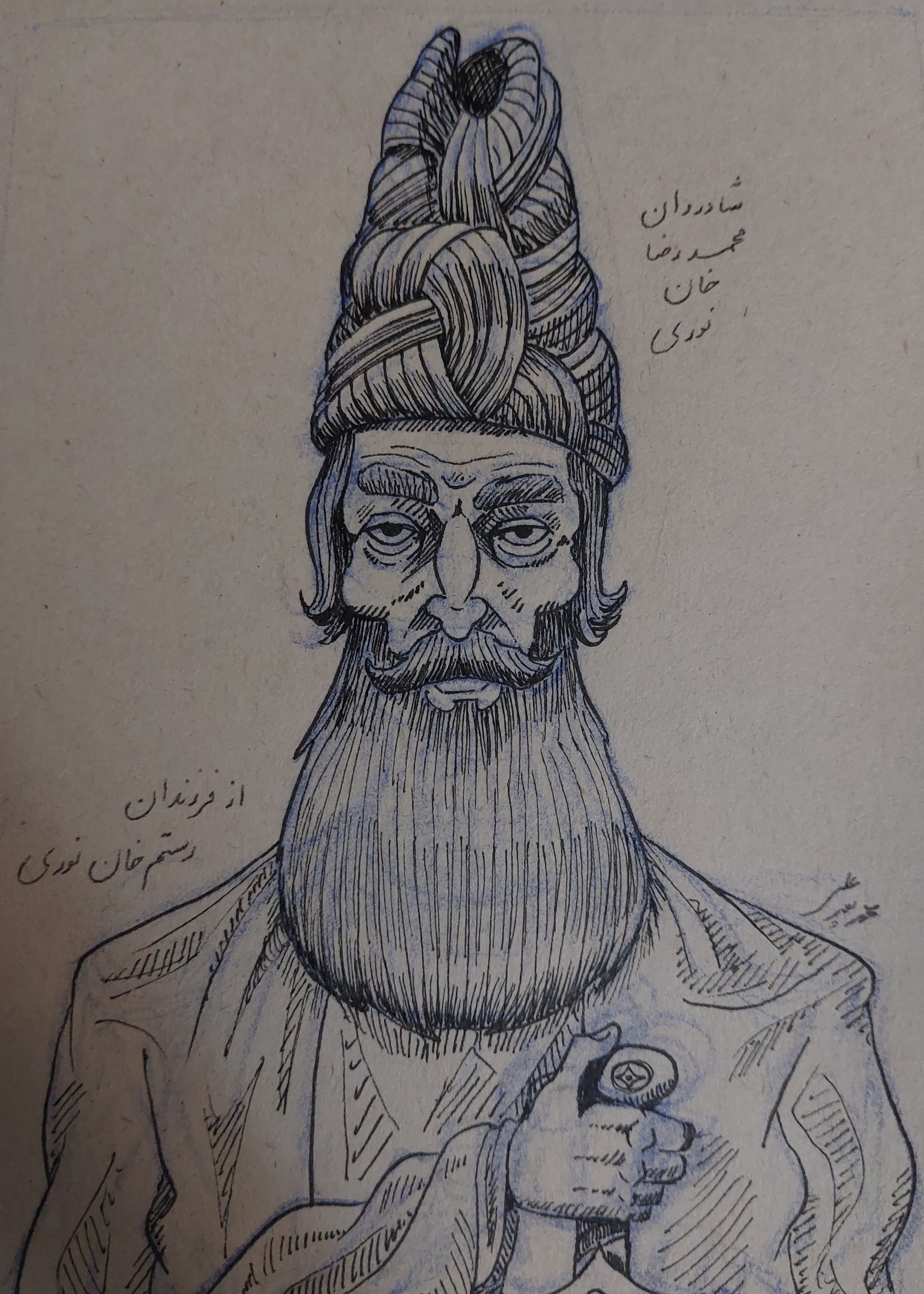
محمدرضا خان فرزند رستم خان نوری از پدران خاندان اسفندیاری

به گفته نوری اسفندیاری محمدرضا خان در اواخر قرن دوازدهم قمری می‌زیسته است و حکمران رستمدار بوده‌است. محمدرضا خان از حکمرانان قدرتمند زمان خود بود و با آقامحمدخان قاجار جنگ‌های طولانی کرد، با این حال از نام او در کتاب‌های آن زمان نشانی وجود ندارد که به گفته اسفندیاری از آن روست که بعدها نواده اش  محمد اسماعیل خان نوری وکیل الملک که در دربار قاجار صاحب مقام و منصب بود، برای اینکه گذشته خانواده خود را در مخالفت با بنیان‌گذار آن سلسله مخفی کند، از محمدتقی سپهر، مورخ معروف آن عصر، تقاضا کرد بخشی را که در ناسخ‌التواریخ به شرح این جنگ‌ها اختصاص داده بود، از کتاب حذف کند. از حاجی علیرضا خان، پسر دیگر رستم‌خان، نام شش پسر در منابع ضبط شده است. در کتاب تاریخ خانواده اسفندیاری از پنج پسر به نام‌های محمدرضاخان، آقاسی‌خان، محمدربیع‌خان، حاجی میرزا رفیع نوری (متوفی به ۱۲۵۰ قمری) و میرزا عبدالله تبریزی یاد شده است. حاجی میرزا رفیع نوری در سال ۱۲۲۱ قمری، مقارن سال اول سلطنت فتحعلی‌شاه، از اصفهان به هندوستان رفت. او مؤلف سفرنامه‌ای به نام «تحفه خاقانیه» است که شرح مسافرت ده ساله او در هندوستان است و به پیشگاه فتحعلی‌شاه قاجار تقدیم شده‌است. او در مقدمه این سفرنامه خود را «حاجی میرزا رفیع نوری فرزند حاجی علیرضا خان نوری ابن رستم خان ابن حاجی محمد صالح نوری» معرفی می‌کند.  پسر دیگر حاج علیرضا، میرزا عبدالله تبریزی است که در تبریز منشی مخصوص عباس میرزا نایب‌السلطنه بود. از محمدربیع‌خان می‌دانیم که در خراسان بوده‌است و دخترش گوهرشاد خانم در سال ۱۲۴۳ قمری با دوستمحمدخان تیموری ازدواج کرده‌است. امیرعلیمردان‌خان نصرت‌الملک حاصل این ازدواج است که او نیز پدر محمدابراهیم امیرتیمور کلالی است. ششمین پسر حاجی علیرضا خان، رستم‌خان نوری است که محمدهاشم آصف نام او را در رستم‌التواریخ آورده است. معروفترین پسر محمدرضاخان فتحعلی‌خان نوری (پدر محمد اسماعیل خان نوری وکیل الملک ) مشهور به «کوه نور» است که قوریساول‌باشی (رئیس تشریفات) عباس میرزا و بعدها وزیر بهمن میرزا در زمان حکومت او بر اردبیل بود. پسر دیگر محمدرضاخان، میرزا هاشم‌خان نیای نیما یوشیج شاعر معاصر ایرانی است. از میان شاخه‌های متعدد خاندان اسفندیاری، نوادگان فتحعلی‌خان و عبدالله‌خان همواره دارای مناصب مهم و تاثیرگذار بودند.
|                 |                 |                 |                 |                 |                 |  |  |           |           |           |           |           |           |  |  |            |            |            |            |            |            |  |  |         |         |         |         |         |         |  |  | رستم‌خان نوری     |                  |                  |                  |                  |                  |  |  |               |               |               |               |               |               |  |  |                    |                    |                    |                    |                    |                    |             |             |                     |                     |                     |                     |                     |                     |                  |                  |                          |                          |                          |                          |                          |                          |  |  |  |  |  |  |  |  |  |  |  |  |  |  |  |  |  |  |  |  |  |  |  |  |  |  |  |  |  |  |  |  |  |  |  |  |  |  |  |  |  |  |  |  |  |  |  |  |  |  |
|                 |                 |                 |                 |                 |                 |  |  |           |           |           |           |           |           |  |  |            |            |            |            |            |            |  |  |         |         |         |         |         |         |  |  |                  |                  |                  |                  |                  |                  |  |  |               |               |               |               |               |               |  |  |                    |                    |                    |                    |                    |                    |             |             |                     |                     |                     |                     |                     |                     |                  |                  |                          |                          |                          |                          |                          |                          |  |  |  |  |  |  |  |  |  |  |  |  |  |  |  |  |  |  |  |  |  |  |  |  |  |  |  |  |  |  |  |  |  |  |  |  |  |  |  |  |  |  |  |  |  |  |  |  |  |  |
|                 |                 |                 |                 |                 |                 |  |  |           |           |           |           |           |           |  |  |            |            |            |            |            |            |  |  |         |         |         |         |         |         |  |  |                  |                  |                  |                  |                  |                  |  |  |               |               |               |               |               |               |  |  |                    |                    |                    |                    |                    |                    |             |             |                     |                     |                     |                     |                     |                     |                  |                  |                          |                          |                          |                          |                          |                          |  |  |  |  |  |  |  |  |  |  |  |  |  |  |  |  |  |  |  |  |  |  |  |  |  |  |  |  |  |  |  |  |  |  |  |  |  |  |  |  |  |  |  |  |  |  |  |  |  |  |
|                 |                 |                 |                 |                 |                 |  |  | علیرضاخان | علیرضاخان | علیرضاخان | علیرضاخان | علیرضاخان | علیرضاخان |  |  |            |            |            |            |            |            |  |  |         |         |         |         |         |         |  |  |                  |                  |                  |                  |                  |                  |  |  |               |               |               |               |               |               |  |  |                    |                    |                    |                    |                    |                    | محمدرضا خان | محمدرضا خان | محمدرضا خان         | محمدرضا خان         | محمدرضا خان         | محمدرضا خان         |                     |                     |                  |                  |                          |                          |                          |                          |                          |                          |  |  |  |  |  |  |  |  |  |  |  |  |  |  |  |  |  |  |  |  |  |  |  |  |  |  |  |  |  |  |  |  |  |  |  |  |  |  |  |  |  |  |  |  |  |  |  |  |  |  |
|                 |                 |                 |                 |                 |                 |  |  | علیرضاخان | علیرضاخان | علیرضاخان | علیرضاخان | علیرضاخان | علیرضاخان |  |  |            |            |            |            |            |            |  |  |         |         |         |         |         |         |  |  |                  |                  |                  |                  |                  |                  |  |  |               |               |               |               |               |               |  |  |                    |                    |                    |                    |                    |                    | محمدرضا خان | محمدرضا خان | محمدرضا خان         | محمدرضا خان         | محمدرضا خان         | محمدرضا خان         |                     |                     |                  |                  |                          |                          |                          |                          |                          |                          |  |  |  |  |  |  |  |  |  |  |  |  |  |  |  |  |  |  |  |  |  |  |  |  |  |  |  |  |  |  |  |  |  |  |  |  |  |  |  |  |  |  |  |  |  |  |  |  |  |  |
|                 |                 |                 |                 |                 |                 |  |  |           |           |           |           |           |           |  |  |            |            |            |            |            |            |  |  |         |         |         |         |         |         |  |  |                  |                  |                  |                  |                  |                  |  |  |               |               |               |               |               |               |  |  |                    |                    |                    |                    |                    |                    |             |             |                     |                     |                     |                     |                     |                     |                  |                  |                          |                          |                          |                          |                          |                          |  |  |  |  |  |  |  |  |  |  |  |  |  |  |  |  |  |  |  |  |  |  |  |  |  |  |  |  |  |  |  |  |  |  |  |  |  |  |  |  |  |  |  |  |  |  |  |  |  |  |
| محمدرضاخان      | محمدرضاخان      | محمدرضاخان      | محمدرضاخان      | محمدرضاخان      | محمدرضاخان      |  |  | رستم‌خان   | رستم‌خان   | رستم‌خان   | رستم‌خان   | رستم‌خان   | رستم‌خان   |  |  | میرزا رفیع | میرزا رفیع | میرزا رفیع | میرزا رفیع | میرزا رفیع | میرزا رفیع |  |  | ربیع‌خان | ربیع‌خان | ربیع‌خان | ربیع‌خان | ربیع‌خان | ربیع‌خان |  |  | عبدالله‌خان       | عبدالله‌خان       | عبدالله‌خان       | عبدالله‌خان       | عبدالله‌خان       | عبدالله‌خان       |  |  | آقاسی‌خان      | آقاسی‌خان      | آقاسی‌خان      | آقاسی‌خان      | آقاسی‌خان      | آقاسی‌خان      |  |  | هاشم‌خان            | هاشم‌خان            | هاشم‌خان            | هاشم‌خان            | هاشم‌خان            | هاشم‌خان            |             |             |                     |                     |                     |                     | فتحعلی‌خان کوه‌نور    | فتحعلی‌خان کوه‌نور    | فتحعلی‌خان کوه‌نور | فتحعلی‌خان کوه‌نور | فتحعلی‌خان کوه‌نور         | فتحعلی‌خان کوه‌نور         |                          |                          |                          |                          |  |  |  |  |  |  |  |  |  |  |  |  |  |  |  |  |  |  |  |  |  |  |  |  |  |  |  |  |  |  |  |  |  |  |  |  |  |  |  |  |  |  |  |  |  |  |  |  |  |  |
| محمدرضاخان      | محمدرضاخان      | محمدرضاخان      | محمدرضاخان      | محمدرضاخان      | محمدرضاخان      |  |  | رستم‌خان   | رستم‌خان   | رستم‌خان   | رستم‌خان   | رستم‌خان   | رستم‌خان   |  |  | میرزا رفیع | میرزا رفیع | میرزا رفیع | میرزا رفیع | میرزا رفیع | میرزا رفیع |  |  | ربیع‌خان | ربیع‌خان | ربیع‌خان | ربیع‌خان | ربیع‌خان | ربیع‌خان |  |  | عبدالله‌خان       | عبدالله‌خان       | عبدالله‌خان       | عبدالله‌خان       | عبدالله‌خان       | عبدالله‌خان       |  |  | آقاسی‌خان      | آقاسی‌خان      | آقاسی‌خان      | آقاسی‌خان      | آقاسی‌خان      | آقاسی‌خان      |  |  | هاشم‌خان            | هاشم‌خان            | هاشم‌خان            | هاشم‌خان            | هاشم‌خان            | هاشم‌خان            |             |             |                     |                     |                     |                     | فتحعلی‌خان کوه‌نور    | فتحعلی‌خان کوه‌نور    | فتحعلی‌خان کوه‌نور | فتحعلی‌خان کوه‌نور | فتحعلی‌خان کوه‌نور         | فتحعلی‌خان کوه‌نور         |                          |                          |                          |                          |  |  |  |  |  |  |  |  |  |  |  |  |  |  |  |  |  |  |  |  |  |  |  |  |  |  |  |  |  |  |  |  |  |  |  |  |  |  |  |  |  |  |  |  |  |  |  |  |  |  |
|                 |                 |                 |                 |                 |                 |  |  |           |           |           |           |           |           |  |  |            |            |            |            |            |            |  |  |         |         |         |         |         |         |  |  |                  |                  |                  |                  |                  |                  |  |  |               |               |               |               |               |               |  |  |                    |                    |                    |                    |                    |                    |             |             |                     |                     |                     |                     |                     |                     |                  |                  |                          |                          |                          |                          |                          |                          |  |  |  |  |  |  |  |  |  |  |  |  |  |  |  |  |  |  |  |  |  |  |  |  |  |  |  |  |  |  |  |  |  |  |  |  |  |  |  |  |  |  |  |  |  |  |  |  |  |  |
| شاخه محمدرضاخان | شاخه محمدرضاخان | شاخه محمدرضاخان | شاخه محمدرضاخان | شاخه محمدرضاخان | شاخه محمدرضاخان |  |  |           |           |           |           |           |           |  |  |            |            |            |            |            |            |  |  |         |         |         |         |         |         |  |  | شاخه عبدالله خان | شاخه عبدالله خان | شاخه عبدالله خان | شاخه عبدالله خان | شاخه عبدالله خان | شاخه عبدالله خان |  |  | شاخه آقاسی‌خان | شاخه آقاسی‌خان | شاخه آقاسی‌خان | شاخه آقاسی‌خان | شاخه آقاسی‌خان | شاخه آقاسی‌خان |  |  | شاخه میرزا هاشم‌خان | شاخه میرزا هاشم‌خان | شاخه میرزا هاشم‌خان | شاخه میرزا هاشم‌خان | شاخه میرزا هاشم‌خان | شاخه میرزا هاشم‌خان |             |             | محمدمهدی‌خان         | محمدمهدی‌خان         | محمدمهدی‌خان         | محمدمهدی‌خان         | محمدمهدی‌خان         | محمدمهدی‌خان         |                  |                  | محمداسماعیل‌خان وکیل‌الملک | محمداسماعیل‌خان وکیل‌الملک | محمداسماعیل‌خان وکیل‌الملک | محمداسماعیل‌خان وکیل‌الملک | محمداسماعیل‌خان وکیل‌الملک | محمداسماعیل‌خان وکیل‌الملک |  |  |  |  |  |  |  |  |  |  |  |  |  |  |  |  |  |  |  |  |  |  |  |  |  |  |  |  |  |  |  |  |  |  |  |  |  |  |  |  |  |  |  |  |  |  |  |  |  |  |
| شاخه محمدرضاخان | شاخه محمدرضاخان | شاخه محمدرضاخان | شاخه محمدرضاخان | شاخه محمدرضاخان | شاخه محمدرضاخان |  |  |           |           |           |           |           |           |  |  |            |            |            |            |            |            |  |  |         |         |         |         |         |         |  |  | شاخه عبدالله خان | شاخه عبدالله خان | شاخه عبدالله خان | شاخه عبدالله خان | شاخه عبدالله خان | شاخه عبدالله خان |  |  | شاخه آقاسی‌خان | شاخه آقاسی‌خان | شاخه آقاسی‌خان | شاخه آقاسی‌خان | شاخه آقاسی‌خان | شاخه آقاسی‌خان |  |  | شاخه میرزا هاشم‌خان | شاخه میرزا هاشم‌خان | شاخه میرزا هاشم‌خان | شاخه میرزا هاشم‌خان | شاخه میرزا هاشم‌خان | شاخه میرزا هاشم‌خان |             |             | محمدمهدی‌خان         | محمدمهدی‌خان         | محمدمهدی‌خان         | محمدمهدی‌خان         | محمدمهدی‌خان         | محمدمهدی‌خان         |                  |                  | محمداسماعیل‌خان وکیل‌الملک | محمداسماعیل‌خان وکیل‌الملک | محمداسماعیل‌خان وکیل‌الملک | محمداسماعیل‌خان وکیل‌الملک | محمداسماعیل‌خان وکیل‌الملک | محمداسماعیل‌خان وکیل‌الملک |  |  |  |  |  |  |  |  |  |  |  |  |  |  |  |  |  |  |  |  |  |  |  |  |  |  |  |  |  |  |  |  |  |  |  |  |  |  |  |  |  |  |  |  |  |  |  |  |  |  |
|                 |                 |                 |                 |                 |                 |  |  |           |           |           |           |           |           |  |  |            |            |            |            |            |            |  |  |         |         |         |         |         |         |  |  |                  |                  |                  |                  |                  |                  |  |  |               |               |               |               |               |               |  |  |                    |                    |                    |                    |                    |                    |             |             | نوادگان محمدمهدی‌خان | نوادگان محمدمهدی‌خان | نوادگان محمدمهدی‌خان | نوادگان محمدمهدی‌خان | نوادگان محمدمهدی‌خان | نوادگان محمدمهدی‌خان |                  |                  | نوادگان وکیل‌الملک        | نوادگان وکیل‌الملک        | نوادگان وکیل‌الملک        | نوادگان وکیل‌الملک        | نوادگان وکیل‌الملک        | نوادگان وکیل‌الملک        |  |  |  |  |  |  |  |  |  |  |  |  |  |  |  |  |  |  |  |  |  |  |  |  |  |  |  |  |  |  |  |  |  |  |  |  |  |  |  |  |  |  |  |  |  |  |  |  |  |  |

## شاخه‌ها

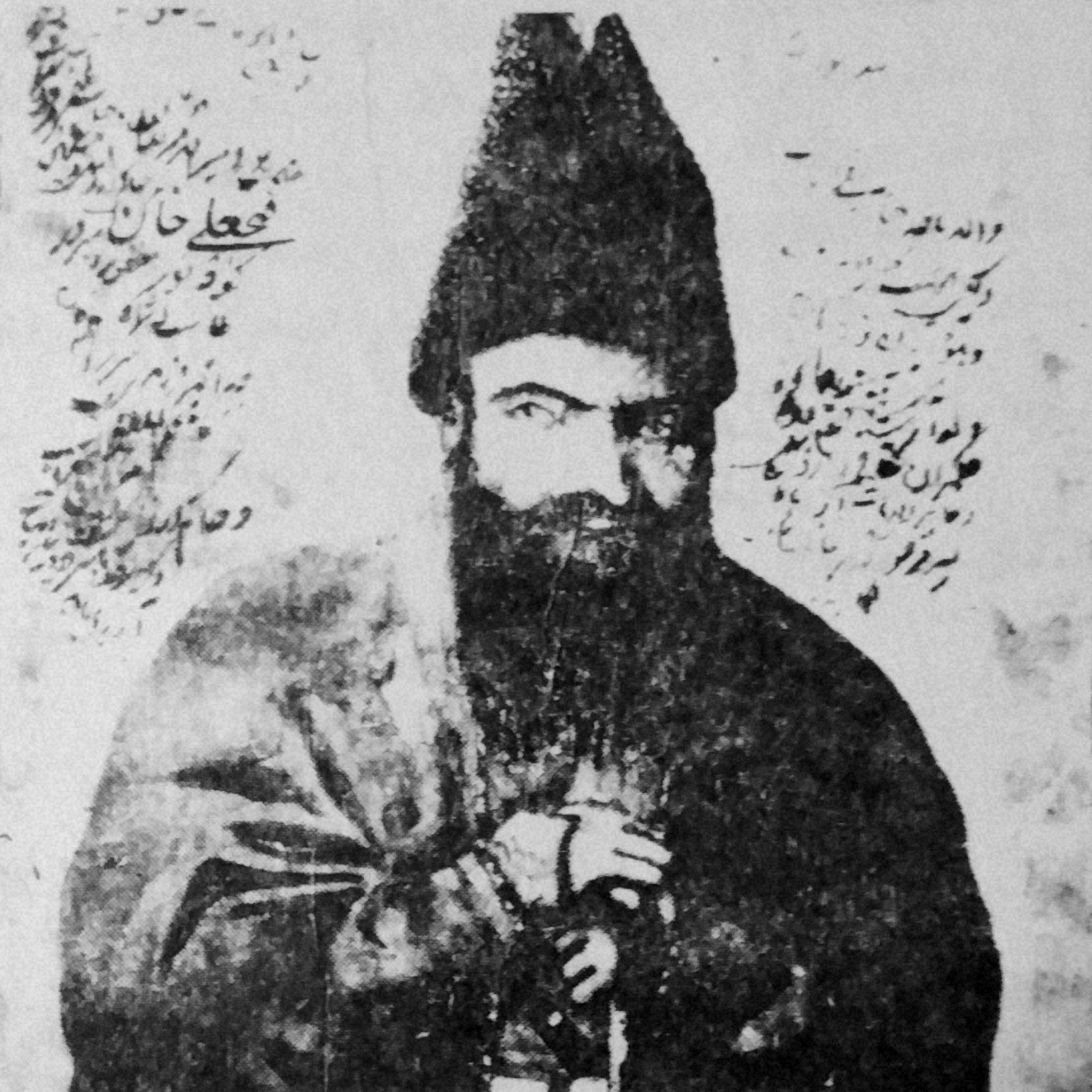
فتحعلی‌خان کوه نور، قوریساول باشی، جد اعلای اسفندیاری‌های کرمان

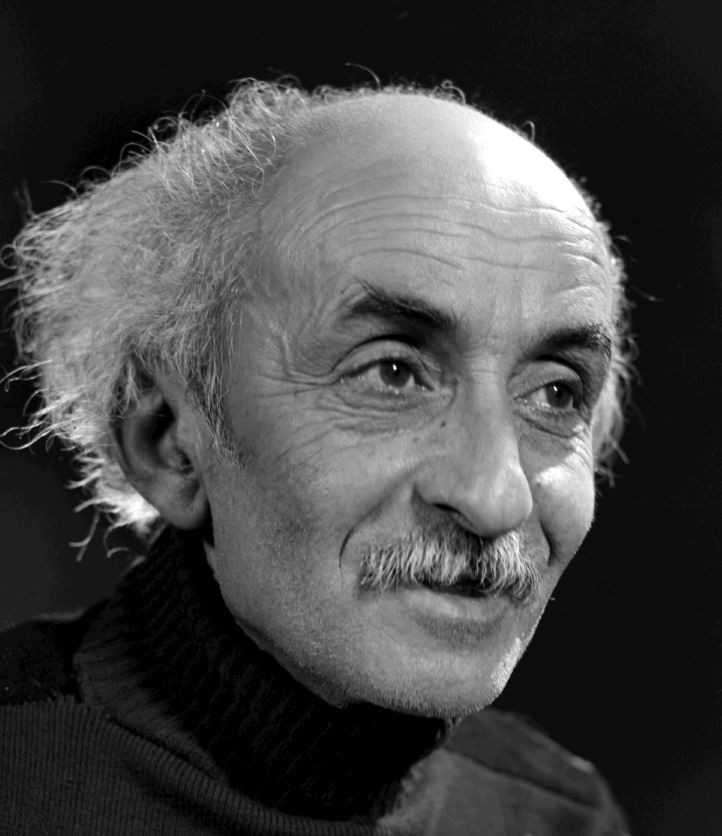
علی اسفندیاری، شاعر مبدع شعر نو، از مشهورترین افراد خاندان اسفندیاری بود که نام خود را به نیما یوشیج تغییر داد. او نام جدید خود را از شاهزادگان پادوسپانی الهام گرفت.

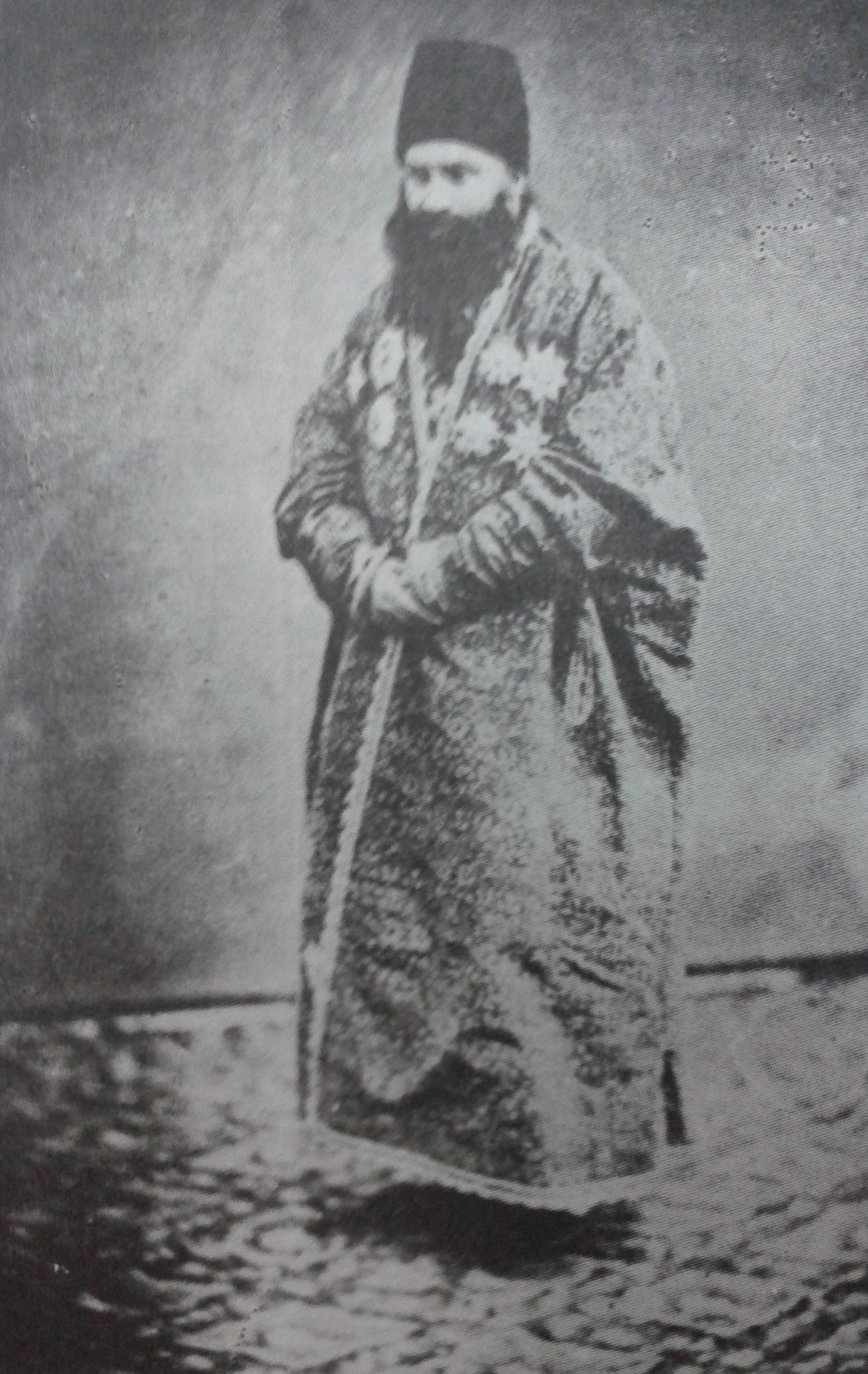
میرزا محمدخان صدیق‌الملک

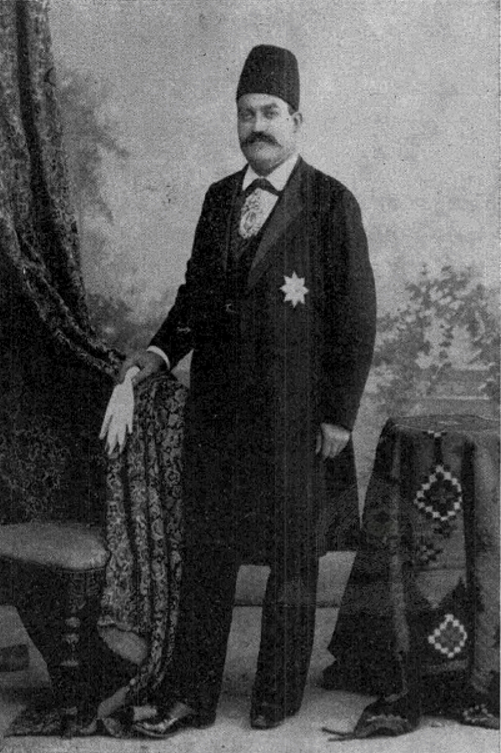
میرزا جعفرخان یمین‌الممالک، حاکم تهران پس از خلع محمدعلی شاه

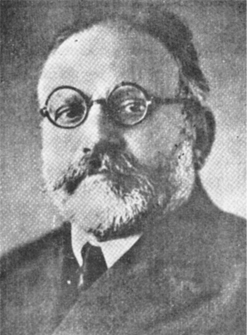
حسن اسفندیاری، وزیرخارجه و رئیس مجلس شورای ملی

### شاخه فتحعلی‌خان
فتحعلی‌خان پسر محمدرضا خان پسر رستم خان  با بانو بیگه خانم که در دهکده یوش پلی ساخته است، ازدواج کرد و صاحب دو پسر به نام‌های محمدمهدی‌خان و محمداسماعیل خان بود.

#### نوادگان محمداسماعیل‌خان وکیل‌الملک
محمداسماعیل خان نوری (بعدها ملقب به وکیل‌الملک) از آغاز جوانی وارد خدمت درباری شد و خدمات بسیاری به سلاطین این دودمان کرد، با این حال در سال ۱۲۶۱ قمری به دستور محمدشاه قاجار مأمور به توقف در کرمان شد که نوعی تبعید بود. در این زمان املاکی از خالصجات به تیول گرفت و به‌آباد کردن آن همت گماشت. او از سال ۱۲۷۵ قمری که کیومرث میرزا عمیدالدوله به حکومت کرمان مأمور شد، به وزارت شاهزاده برقرار شد و هم در این سال لقب «وکیل‌الملک» گرفت که در خاندان او ماندگار شد. کیومرث میرزا به دلیل سن کم، تنها حکومت اسمی داشت و امور حکومتی زیرنظر محمداسماعیل خان اداره می‌شد. پس از عزل کیومرث میرزا در سال ۱۲۷۷ قمری، وکیل‌الملک از جانب ناصرالدین شاه به حکومت کرمان رسید و پس از آن تا ۱۶ جمادی‌الاخر ۱۲۸۴ که درگذشت، حکمرانی کرمان داشت. وکیل‌الملک در کرمان به عمران و آبادی پرداخت و ساختمان‌های بسیاری بنیان‌گذاشت. به دستور او چندین قنات در کرمان حفر شد تا موجبات رونق کشاورزی را فراهم آورد. او همواره به نواحی مختلفی که در محدوده حکومت او قرار داشتند سرکشی می‌نمود و در طول این سفرها به شکایات مردم رسیدگی می‌کرد و به ساختن بناهای عمومی مورد نیاز هر منطقه فرمان می‌داد. همچنین جنگ‌های طولانی مدت او در بلوچستان تا حدی ثبات و آرامش را به آن سرزمین برگرداند. مجموعه وکیل در بازار کرمان از بناهای وکیل‌الملک است که شامل بازار، کاروانسرا و حمام زنانه و مردانه می‌شود.  دختر وکیل‌الملک با حاجی میرزا علی وکیل دیوان‌خانه، کدخدای کوی سرخاب تبریز ازدواج کرد. وکیل‌الملک اول همچنین صاحب پنج پسر بود:
- مرتضی‌قلی خان وکیل‌الملک که پسر اول و جانشین محمداسماعیل خان محسوب می‌شد. پدرش او را برای تحصیل به روسیه فرستاد که در سال ۱۲۸۶ ملقب به وکیل‌الملک شد و به جای حسین‌خان شاهسون (شهاب‌الملک) به حکومت کرمان رسید. وکیل‌الملک دوم، بسیاری از اقدامات عمرانی پدرش را به پایان رساند. از بناهای او باغ نظر است که داخل ارگ حکومتی کرمان قرار داشت. او در سال ۱۲۹۵ قمری از حکومت کرمان استعفا داد و فیروز میرزا فرمانفرما به جای او به حکومت منصوب شد.[۱۹]
- حاجی محمدخان، پسر دوم محمداسماعیل خان نیز به دستور پدرش برای تحصیلات به اروپا رفت و بعد از بازگشت در کرمان به سر می‌برد.[۲۰]
- پسر سوم محمدشفیع خان برای تحصیل علوم دینی به اصفهان رفت و در همان‌جا در سن جوانی درگذشت.[۲۰]
- پسر چهارم ولی‌خان (۱۲۷۰–۱۳۵۲ قمری) ابتدا ملقب به امیرشوکت و سپس محتشم‌الملک بود. او ابتدا ضابط بلوک کرمان و سپس رئیس نظمیه کرمان و مدت‌ها حکمران بلوچستان بود.[۲۰] او پدر محمدجواد خان محتشم‌الملک و پدربزرگ ملک‌منصور اسفندیاری نماینده کرمان در ادوار ۲۱ و ۲۲ مجلس شورای ملی بود.
- پسر پنجم علی خان محتشم‌الدوله بود که سال‌ها در شهرهای اطراف کرمان حکمرانی کرد و از افراد متنفذ و محترم کرمان محسوب می‌شد.[۲۱]

##### فرزندان مرتضی‌قلی‌خان وکیل‌الملک
از مرتضی‌قلی‌خان وکیل‌الملک پنج پسر باقی ماند: فتحعلی‌خان وکیل‌الممالک، میرزا حسین‌خان سردار نصرت، محمدرضاخان عدل‌السلطان، محمدمهدی‌خان عدل‌الملک و رستم‌خان رفعت‌الدوله. وکیل‌الملک در اواخر عمر نجم‌السلطنه دختر فیروز میرزا فرمانفرما را به همسری گرفت و از او نیز دو دختر داشت: عشرت‌الدوله و شوکت‌الدوله. نجم‌السلطنه پس از فوت وکیل‌الملک به همسری میرزا هدایت‌الله وزیر دفتر درآمد که محمد مصدق حاصل این ازدواج است.
فتحعلی‌خان وکیل‌الممالک پدر میرزا اسماعیل‌خان وکیل نماینده بم در دوره پنجم مجلس شورای ملی است که ابتدا امیراحتشام لقب داشت و سپس به جای پدر لقب وکیل‌الممالک دریافت کرد.
میرزا حسین‌خان سردار نصرت در جوانی وارد خدمت نظام شد. مدتی رئیس توپخانه کرمان و بلوچستان و هجده سال رئیس قشون کرمان و بلوچستان بود و پس از عزل ظفرالسلطنه حاکم کرمان، نایب‌الایاله کرمان شد. در آبان ۱۳۱۳ خورشیدی در کرمان درگذشت و در نجف به خاک سپرده شد. پسرانش حسن مرآت اسفندیاری و عبدالله عدل اسفندیاری هر دو نماینده مجلس شواری ملی شدند.
محمدمهدی‌خان عدل‌الملک از اعضای انجمن ولایتی کرمان و سپس عضو دادگستری کرمان بود و در سال ۱۳۳۱ قمری درگذشت.
محمدرضاخان عدل‌السلطان در جوانی وارد خدمت نظام شد. مدتی کلانتر کرمان بود و سپس رئیس قشون کرمان و در سال ۱۳۰۱ خورشیدی درگذشت. او در اطراف شهر کرمان باغ هرندی را بنیان‌گذاشت.
رستم‌خان رفعت‌الدوله ابتدا ضابط بلوک کرمان بود و در دوره‌های سوم و چهارم مجلس شورای ملی از جیرفت به نمایندگی انتخاب شد. او همچنین چندین بار معاون و کفیل حکومت کرمان بود. در سال ۱۳۲۲ خورشیدی در تهران درگذشت. پسر او اسفندیار اسفندیاری، استاد برجسته گیاه‌شناسی بود.

#### نوادگان محمدمهدی‌خان
از محمدمهدی‌خان، پسر دوم فتحعلی‌خان نوری، سه پسر برجای ماند به نام‌های میرزا نبی‌خان، آقامحمدرحیم و آقامحمدقلی. نوادگان محمدمهدی‌خان در نور مازندران زندگی می‌کردند و از زمین‌داران قدرتمند محلی بودند.
میرزا نبی‌خان، صاحب هفت پسر بود: عباسقلی‌خان، محمدمهدی‌خان امیرمظفر، غلامحسین‌خان سالار حشمت، ابوالحسن‌خان، غلامعلی‌خان، میرزا محمدخان و میرزا خلیل‌خان. محمدمهدی‌خان امیرمظفر، همچنین لقب مظفرالممالک داشت. او پس از طی مراحل نظامی، لقب سرتیپی و سپس امیرنویان گرفت. بهروز اسفندیاری از پیشکسوتان نجات غریق نوه ایشان است.
غلامحسین‌خان نیز وارد خدمت نظام شد و درجه سرتیپی گرفت و در سال ۱۳۰۸ خورشیدی در یوش درگذشت. میرزا محمدخان لقب حشمت‌خاقان داشت و در آذرماه ۱۳۱۶ در بابل از دنیا رفت. برادر دیگر آن‌ها، غلامعلی‌خان، مردی تحصیلکرده بود که در تاریخ مازندران و انساب خانواده اسفندیاری اطلاعات وسیعی داشت. او در ۱۳۰۱ خورشیدی در رستم‌رود درگذشت. ابوالحسن‌خان نیز وارد خدمت نظام شد و به درجه سرهنگی رسید و در سال ۱۳۰۷ خورشیدی در یوش درگذشت.

### شاخه میرزا هاشم‌خان
میرزا هاشم خان پسر محمدرضا خان پسر رستم خان صاحب پسری به نام محمدرضاخان بود که فرزند او علی‌خان ناظم‌الایاله است.
- علی‌خان ناظم‌الایاله، در دوران حکومت میرزا عبدالله خان یوشی (انتظام‌الدوله) در مازندران، علی‌خان ناظم‌الایاله از جانب او نایب‌الحکومه بود.[۳۱] از علی‌خان چندین فرزند برجای ماند، از جمله: 
  - ابراهیم‌خان اعظام‌السلطنه (۱۲۵۲-۱۳۰۵ خورشیدی)، پدر نیما یوشیج[۳۲]
  - احمدخان امیرمنتخب، پدر منتخب اسفندیاری[۳۳]
  - ابوالحسن‌خان انتظام‌السلطان (۱۲۶۷-۱۳۱۸)[۳۴]

### شاخه میرزا عبدالله خان نوری
میرزا عبدالله خان نوری پسر حاج علیرضا خان پسر رستم خان، منشی مخصوص عباس میرزا نایب السلطنه قاجار بوده‌است . وی به دفعات حکومت آذربایجان و مازندران را عهده‌دار بوده‌است.  وی در ۲۲ رجب سال ۱۲٣٩ هجری و در تبریز فوت کرد و جنازه اش در کربلا دفن شد .
فرزندش میرزا محمد خان (صدیق الملک) در هفتم رمضان ۱۲٣٣ در تبریز دربار سلطنت قاجار متولد شد. او ابتدا منشی ناصرالدین شاه بود و سپس به وزارت خارجه راه یافت. در سه ماهی که میرزا سعیدخان انصاری به مشهد تبعید شده بود، از طرف ناصرالدین شاه کفیل وزارت خارجه شد و در همین زمان ملقب به صدیق‌الملک شد. صدیق‌الملک از ازدواج اول دو پسر به نام‌های میرزا احمد خان و میرزا عبدالله خان و از ازدواج دوم که با دخترعمویش، دختر میرزا رفیع نوری بود دو پسر به نام های  حسن اسفندیاری و جعفرخان یمین‌الممالک داشت. دختر صدیق‌الملک با میرزا ابوالقاسم آهی ازدواج کرد و مادر مجید آهی است.
- پسر اول محمدخان، میرزا احمدخان صدیق‌الملک بود که در سال ۱۲۶۴ قمری متولد شد و تحصیلات خود را در اروپا پایان داد. سال‌ها در سفارت ایران در پاریس در مناصب مختلف کار کرد و در سال ۱۳۲۳ قمری سفیر ایران در هلند شد. وی از سوی دولت‌های خارجی نشان‌های افتخار متعددی دریافت کرده بود، از جمله از سوی دولت فرانسه مفتخر به دریافت نشان لژیون دونور شد.[۳۷] فرزند او عبدالحسین صدیق اسفندیاری (۱۲۷۶ یا ۱۲۷۳–۱۳۶۷) خدمت خود را در وزارت خارجه آغاز کرد و در کشورهای بسیاری به مأموریت رفت. او نخستین سفیر ایران در عربستان سعودی و بعدها نخستین سفیر ایران در تایلند بود. او پس از انقلاب اسلامی به آمریکا رفت و در تاوسن، مریلند درگذشت.[۳۸][۳۹] فرزندان دیگر میرزا احمدخان عبارت بودند از ابراهیم‌خان منتظم‌السلطنه[۴۰] و علی‌محمدخان سالارمنتظم اسفندیاری.[۴۱]
- پسر دوم میرزا محمد، میرزا عبدالله‌خان نام داشت و از محصلینی بود که در اوایل سلطنت ناصرالدین شاه برای تحصیل به اروپا فرستاده شد. او لقب «مستشارالوزاره» گرفت و نایب سفارت ایران در پاریس و سپس لندن بود و مدتی نیز سفیر ایران در استانبول بود. سپس به مدیریت «ادارات مختلفه دول غیرهمجوار در وزارت امور خارجه» منصوب شد و در سال ۱۳۰۹ قمری درگذشت.[۴۲] از ازدواج با مریم خانم دختر محمدولی‌خان سراج‌الدوله که از خاندان بهزادی‌های مازندارن بود، یک پسر و سه دختر پیدا کرد: محمدعلی (بلاعقب)، عالیه خانم (همسر دکتر محمود معتمد)، معصومه خانم همسر اسدالله یمین اسفندیاری و محترم خانم (بلاعقب).[۴۳]
- پسر سوم محمدخان، حسن اسفندیاری ملقب به محتشم‌السلطنه بود که مشهورترین چهره خاندان اسفندیاری است. محتشم‌السلطنه در ۱۲۸۳ قمری متولد شد و در دارالفنون تحصیل کرد. او ابتدا نایب سفارت ایران در برلین بود و در همین زمان از طرف دولت ایران با بیسمارک مذاکره کرد. در سال ۱۳۱۲ قمری ملقب به محتشم‌السلطنه و سفیر ایران در هندوستان شد. در کابینه میرزا علی‌اصغرخان اتابک معاون وزیر امور خارجه و در کابینه حسن مستوفی وزیر دادگستری بود. در دوره احمد قوام وزیر امور خارجه شد و در دومین دوره نخست وزیری قوام، وزیر معارف بود. از دوره پنجم تا دوره سیزدهم مجلس شورای ملی نماینده تهران و مازندران و از دوره دهم برای چهار دوره متوالی رئیس مجلس بود. محتشم‌السلطنه علاوه بر وجهه سیاسی، ادیب و تاریخدانی برجسته بود، به همین سبب در نخستین کنگره فردوسی در سال ۱۳۱۳ به ریاست کنگره رسید و عضو پیوسته فرهنگستان بود.[۴۴] او با مهرالدوله دختر میرزا عبدالله مستوفی نوری[۴۵] از خاندان خواجه نوری ازدواج کرد و صاحب دو دختر و پنج پسر شد. یکی از دختران، فرزانه اسفندیاری (فرح‌الدوله) با محمدقلی آصف تاجبخش (۱۲۶۴–۱۳۴۷) ملقب به آصف‌الحکماء، نماینده دوره‌های یازدهم، دوازدهم و سیزدهم مجلس شورای ملی، ازدواج کرد.[۴۶] پسران محتشم‌السلطنه عبارت بودند از مهدی اسفندیاری تهرانی (نصیرالسلطنه) سفیر ایران در کشورهای بلژیک، ژاپن و ترکیه و حاکم کرمان و فارس، فتح‌الله  اسفندیاری تهرانی (منظم‌السلطنه) سفیر ایران در لهستان و آمریکا، سرتیپ حسینعلی اسفندیاری تهرانی، سناتور انتصابی در دوره‌های پنجم، ششم و هفتم مجلس سنای ایران، عباسقلی اسفندیاری تهرانی که با مریم فیروز ازدواج کرد و سرتیپ غلامحسین اسفندیاری.[۴۷]
- پسر چهارم محمدخان، میرزا جعفرخان یمین‌الممالک در رجب ۱۲۸۵ قمری در تهران متولد شد[۴۸] و در رشته مهندسی در دارالفنون تحصیل کرد. سپس وارد وزارت امور خارجه شد. مدتی رئیس اداره دول غیرهمجوار، سپس رئیس اداره عثمانی و سپس کارپرداز کل عراق شد. در زمان محمدعلی شاه قاجار به طرفداری از مشروطه خواهان از مناصب خود استعفا داد و پس از پیروزی مشروطه به حکومت تهران منصوب شد. سپس به حکومت مازندران رسید و پس از آن به معاونت وزارت جنگ، سپس معاونت وزارت امور خارجه و سپس به معاونت ریاست وزراء رسید. در سال ۱۳۳۶ قمری در حال عبور از خیابان شاه‌آباد مورد حمله شخصی قرار گرفت که اصل صدد ترور یمین‌الملک بود ولی به اشتباه او را که لقب یمین‌الممالک داشت، هدف قرار داده بود و در نتیجه این حمله، به شدت مجروح شد و درگذشت. یمین‌الممالک مردی درویش‌مسلک و از پیروان علی خان ظهیرالدوله بود.[۴۹] یمین‌الممالک با فرخ‌لقا خانم دختر میرزا علی‌نقی‌خان حکیم‌الممالک ازدواج کرد و صاحب سه پسر و دو دختر شد. پسران عبارت بودند از: اسدالله یمین اسفندیاری (یمین‌الممالک) که مدتی حاکم مازندران بود و در دوره‌های ۱۳ و ۱۴ و ۱۵ مجلس شورای ملی از بابل به نمایندگی انتخاب شد، موسی اسفندیاری  (موثق‌السلطنه) که سفیر ایران در هند، ترکیه، ژاپن و ایتالیا و سپس وزیر امور خارجه بود و در سال ۱۳۵۰ در رم درگذشت و حسین اسفندیاری (یمین حضور) از اعضای عالی‌رتبه وزارت دارایی.[۵۰] یکی از دخترانش به نام شمس‌السلطنه با سید شمس‌الدین سجادی پسر  آقا محسن عراقی ازدواج کرد و دختر دیگرش ایران‌الدوله همسر سید کاظم سجادی نواده آقا محسن عراقی شد.[۵۱]

### شاخه آقاسی‌خان
آقاسی خان پسر حاج علیرضا خان پسر رستم خان، در زمان فتحعلی‌شاه مدتی حاکم گیلان بود. پسرانش به نام‌های حبیب‌الله‌خان و هدایت‌الله‌خان بودند.
- حبیب‌الله خان مدتی در تبریز و خوی متصدی امور بهمن میرزا پسر عباس میرزا بود. سپس امور تذکره و گمرکات تبریز و خوی به او واگذار شد و بعد از مدتی امور گمرکات و تذکره رشت، گیلان و مازندران را عهده‌دار شد. در سال ۱۳۰۷ قمری درگذشت و در مقبره محمداسماعیل خان وکیل‌الملک در وادی‌السلام به خاک سپرده شد. از او سه پسر به نام‌های خیرالله خان مقتدرالممالک، میرزا نصرالله‌خان و میرزا امان‌الله‌خان برجای ماند.[۵۲] میرزا نصرالله‌خان به بازرگانی اشتغال داشت و در ۱۳۱۴ قمری در مکه درگذشت. امان‌الله خان که شخصی خوش قریحه و خوش خط بود، در سال ۱۳۱۲ قمری از دنیا رفت و دو پسر از او باقی مانده بود که پس از وی در سنین کودکی از دنیا رفتند. میرزا خیرالله‌خان ملقب به مقتدرالممالک و معروف به امین‌تذکره سال‌ها رئیس تذکره گیلان بود. از او پنج پسر باقی ماند که در ادارات دولتی گیلان مشغول کار بودند و اجداد خانواده اسفندیاری در گیلان هستند.[۵۳]

### شاخه محمدرضاخان
محمدرضا پسر حاج علیرضا خان پسر رستم خان، صاحب پسری به نام علیرضاخان بود که او نیز پدر محمدقلی‌خان منتخب‌الملک است.
- محمدقلی‌خان منتخب‌الملک سال‌ها در وزارت خارجه کار کرد و مناصبی از جمله کارگزاری بجنورد و قوچان، کارگزاری خراسان، رئیس محاکمات وزارت امور خارجه و کارپرداز سیاسی وزارت امور خارجه در بغداد را داشت. در سال ۱۲۹۷ خورشیدی درگذشت. از او سه پسر به نام‌های محمدتقی اسفندیاری (منتخب‌الملک دوم)، نصرالله اسفندیاری و یوسف اسفندیاری برجای ماند.[۵۴] محمدتقی اسفندیاری (منتخب‌الملک) سال‌ها در وزارت خارجه اشتغال داشت و مدتی نیز سفیرکبیر ایران در افغانستان بود. در دوره ۱۳ مجلس شورای ملی از بابل به وکالت انتخاب شد.[۵۵]